# Ricinoides karschii
Ricinoides karschii är en spindeldjursart som först beskrevs av Hansen och Sørensen 1904.  Ricinoides karschii ingår i släktet Ricinoides och familjen Ricinoididae. Inga underarter finns listade i Catalogue of Life.